# Afrocoelichneumon noerus
Afrocoelichneumon noerus är en stekelart som först beskrevs av Tosquinet 1896.  Afrocoelichneumon noerus ingår i släktet Afrocoelichneumon och familjen brokparasitsteklar. Inga underarter finns listade i Catalogue of Life.